# Bezirk Kolomea

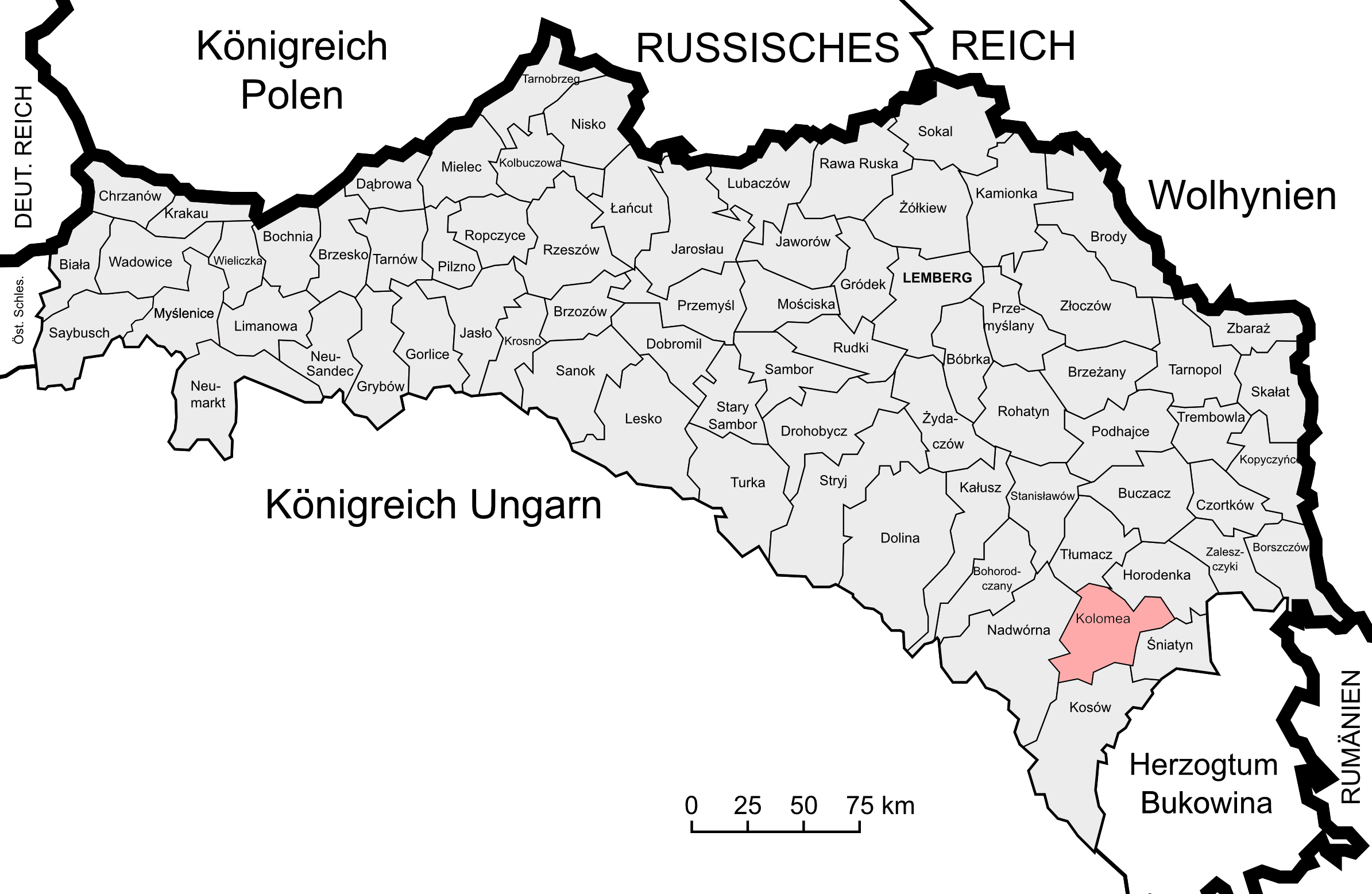
Lage des Bezirks Kolomea im Kronland Galizien und Lodomerien

Der Bezirk Kolomea (selten auch Bezirk Kołomyja) war ein politischer Bezirk im Kronland Königreich Galizien und Lodomerien. Sein Gebiet umfasste Teile Ostgaliziens in der heutigen Westukraine (Oblast Iwano-Frankiwsk, Rajon Kolomyja sowie Teilen des Rajons Tlumatsch, des Rajons Snjatyn sowie des Rajons Horodenka), Sitz der Bezirkshauptmannschaft war die Stadt Kolomea. Im November 1918 war der Bezirk nach dem Zusammenbruch der Donaumonarchie am Ende des Ersten Weltkriegs kurzzeitig Teil der Westukrainischen Volksrepublik.
Er grenzte im Norden an den Bezirk Tłumacz, im Nordosten an den Bezirk Horodenka, im Südosten an den Bezirk Śniatyn, im Süden an den Bezirk Kosów, im Südwesten an den Bezirk Peczeniżyn sowie im Nordwesten an den Bezirk Nadwórna.

## Geschichte
Ein Vorläufer des späteren Bezirks (Verwaltungs- und Justizbehörde zugleich) wurde zum Ende des Jahres 1850 geschaffen, die Bezirkshauptmannschaft Kolomea war dem Regierungsgebiet Stanislau unterstellt und umfasste folgende Gerichtsbezirke:
- Gerichtsbezirk Kolomea
- Gerichtsbezirk Zabłotow
- Gerichtsbezirk Peczeniszne
- Gerichtsbezirk Jabłonow

Nach der Kundmachung im Jahre 1854 kam es am 29. September 1855 zur Einrichtung des Bezirksamtes Kolomea (weiterhin für Verwaltung und Gerichtsbarkeit zuständig) innerhalb des Kreises Kolomea.
Nachdem die Kreisämter Ende Oktober 1865 abgeschafft wurden und deren Kompetenzen auf die Bezirksämter übergingen, schuf man nach dem Österreichisch-Ungarischen Ausgleich 1867 auch die Einteilung des Landes in zwei Verwaltungsgebiete ab. Zudem kam es im Zuge der Trennung der politischen von der judikativen Verwaltung zur Schaffung von getrennten Verwaltungs- und Justizbehörden. Während die gerichtliche Einteilung weitgehend unberührt blieb, fasste man Gemeinden mehrerer Gerichtsbezirke zu Verwaltungsbezirken zusammen.
Der neue politische Bezirk Kolomea wurde aus folgenden Bezirken gebildet:
- Bezirk Kolomea (mit 24 Gemeinden)
- Bezirk Gwoździec (mit 24 Gemeinden)
- Bezirk Peczeniżyn (mit 26 Gemeinden)
- Teilen des Bezirks Obertyn (Gemeinden Chlebiczyn Leśny, Dobrowódka, Dżurków, Kamionki Wielkie, Michałków, Żukocin und Żuków)

Der Bezirk Kolomea bestand bei der Volkszählung 1910 aus 64 Gemeinden sowie 44 Gutsgebieten und umfasste eine Fläche von 800 km². Hatte die Bevölkerung 1900 noch 109.212 Menschen umfasst, so lebten hier 1910 124.850 Menschen. Auf dem Gebiet lebten dabei mehrheitlich Menschen mit ruthenischer Umgangssprache (62 %) und griechisch-katholischem Glauben, Juden machten rund 19 % der Bevölkerung aus.
Am 15. Juni 1898 wurde der Gerichtsbezirk Peczeniżyn aus dem politischen Bezirk ausgegliedert und in einen eigenständigen Bezirk Peczeniżyn eingegliedert.

## Ortschaften
Auf dem Gebiet des Bezirks bestanden 1910 Bezirksgerichte in Kolomea und Gwoździec, diesen waren folgende Orte zugeordnet:
Gerichtsbezirk Gwoździec:
- Balińce
- Buczaczki
- Chomiakówka
- Chwaliboga
- Czechowa
- Fatowce
- Gwoździec Mały
- Markt Gwoździec Miasto
- Gwoździec Stary bestehend aus den Ortsteilen Gwoździec Stary und Podstaje
- Kobylec
- Markt Kułaczkowce
- Nazurna
- Ostapkowce
- Ostrowiec
- Podhajczyki
- Pruchniszcze
- Rohynia
- Rosochacz
- Słobódka Polna
- Soroki
- Trofanówka
- Turka
- Winograd
- Zahajpol

Gerichtsbezirk Kolomea:
- Ceniawa
- Chlebiczyn Leśny
- Czeremchów
- Debesławce bestehend aus den Ortsteilen Debesławce und Tracz
- Diatkowce
- Dobrowódka
- Ispas
- Iwanowce
- Kamionka Mała
- Kamionka Wielka
- Stadt Kolomea mit den Stadtteilen Śródmieście, Nadwórniańskie, Kuckie, Śniatyńskie, Stanisławowskie und Mariahilf
- Kornicz
- Korolówka
- Korszów
- Kropiwiszcze
- Kujdańce
- Liski
- Matyjowce
- Michałków
- Oskrzesińce
- Pererów
- Piadyki
- Rakowczyk
- Siemakowce
- Słobódka Leśna
- Sopów
- Szeparówce
- Tłumaczyk
- Trościanka bestehend aus Ortsteilen Hucułówka, Pilipy, Trościanka und Wołowa
- Wierbiąż Niżny
- Wierbiąż Wyżny
- Załucze nad Prutem
- Zamulińce
- Żukocin